# FIFA 100

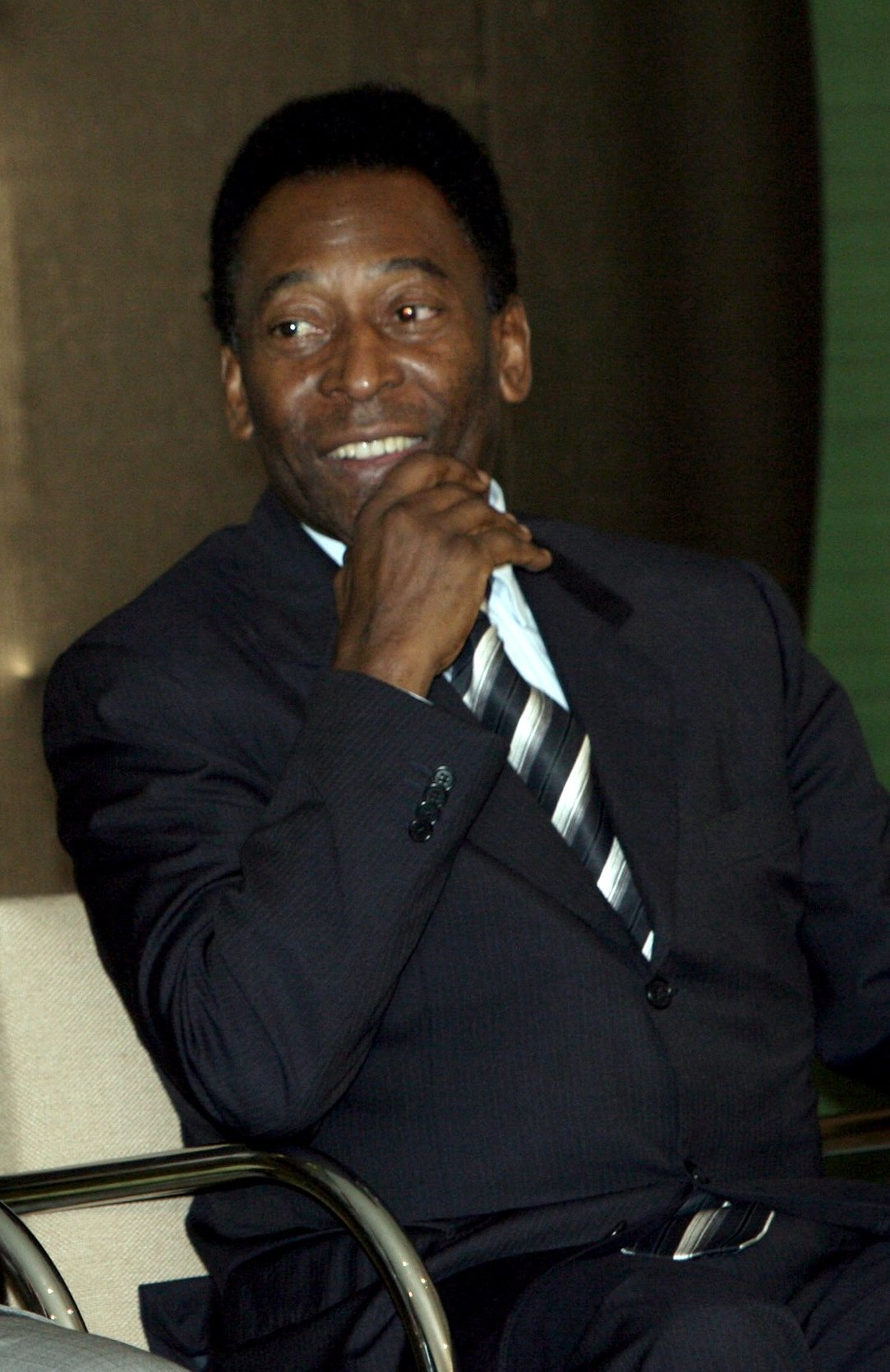
Pelé năm 2008.

FIFA 100 là bản danh sách "những cầu thủ vĩ đại nhất còn sống" được lựa chọn bởi cựu tiền đạo quá cố người Brasil Pelé. Ra mắt vào ngày 4 tháng 3 năm 2004 tại buổi lễ Gala tại Luân Đôn, FIFA 100 đánh dấu một phần của lễ kỷ niệm 100 năm thành lập Liên đoàn bóng đá thế giới (FIFA), tổ chức điều hành bóng đá toàn cầu.
Con số 100 là để chỉ lễ kỷ niệm sinh nhật thứ 100 của FIFA chứ không phải những cầu thủ được lựa chọn, số cầu thủ thực được lựa chọn là 125; Pelé được đề nghị lựa chọn ra 50 cầu thủ đang chơi bóng và 50 cầu thủ đã giải nghệ, cho tròn 100 cầu thủ, nhưng ông cảm thấy quá khó để hạn chế chỉ 50 cầu thủ đã giải nghệ. Danh sách bao gồm 123 cầu thủ nam và 2 cầu thủ nữ. Vào thời điểm FIFA 100 được lựa chọn, 50 cầu thủ vẫn còn đang chơi bóng và 75 thì đã giải nghệ.

## Chỉ trích
Một số nhà quan sát bóng đá đã đặt ra câu hỏi về cách thức lựa chọn cho danh sách này. David Mellor, một cựu chính khách sau trở thành một nhà phê bình về bóng đá, đã viết trên tờ Evening Standard rằng ông cảm thấy sự lựa chọn là có tính chất chính trị nhiều hơn là bóng đá. Mellor cho rằng bảng danh sách đến từ ngòi bút của chủ tịch FIFA Sepp Blatter hơn là từ Pelé. Để chứng minh, Mellor lưu ý mọi người đến sự phân bổ địa lý một cách rộng rãi của các cầu thủ trong danh sách, ví dụ như Abédi Pelé của Ghana, Hong Myung-Bo của Hàn Quốc và El Hadji Diouf của Sénégal: một sự lựa chọn thực tế hơn sẽ phải nghiêng về các cầu thủ của Nam Mỹ và châu Âu. Một nhận xét tương tự cũng được Tim Vickery, một nhà bình luận của BBC, đưa ra.
Gérson, một người đồng đội cũ của Pelé và cựu cầu thủ của đội tuyển Brasil đã có phản ứng về việc tên của ông không có trong danh sách FIFA 100 bằng cách xé danh sách này trên một chương trình TV Brasil. Marco van Basten và Uwe Seeler đã từ chối tham gia dự án vì không cùng quan điểm.

## Danh sách
Dưới đây là danh sách "FIFA 100" - những cầu thủ bóng đá vĩ đại nhất còn sống do Pelé đề cử.
- Cầu thủ còn chơi bóng vào thời điểm công bố danh sách (*).
- Cầu thủ hiện vẫn còn chơi bóng in chữ nghiêng.
- Cầu thủ đã qua đời (+)

### Anh
| Cầu thủ        | Hình ảnh | Vị trí   | Ngày sinh            |
| -------------- | -------- | -------- | -------------------- |
| Gordon Banks+  |          | Thủ môn  | 30 tháng 12 năm 1937 |
| David Beckham* |          | Tiền vệ  | 2 tháng 5 năm 1975   |
| Bobby Charlton |          | Tiền vệ  | 11 tháng 10 năm 1937 |
| Kevin Keegan   |          | Tiền vệ  | 14 tháng 2 năm 1951  |
| Gary Lineker   |          | Tiền đạo | 30 tháng 11 năm 1960 |
| Michael Owen*  |          | Tiền đạo | 14 tháng 12 năm 1979 |
| Alan Shearer*  |          | Tiền đạo | 13 tháng 8 năm 1970  |

### Argentina
| Cầu thủ               | Hình ảnh                         | Vị trí   | Ngày sinh            |
| --------------------- | -------------------------------- | -------- | -------------------- |
| Gabriel Batistuta*    |                                  | Tiền đạo | 1 tháng 2 năm 1969   |
| Hernán Crespo*        |                                  | Tiền đạo | 5 tháng 7 năm 1975   |
| Alfredo di Stéfano+   |                                  | Tiền đạo | 4 tháng 7 năm 1926   |
| Mario Kempes          | Tập tin:Matador Mario Kempes.png | Tiền đạo | 15 tháng 7 năm 1954  |
| Diego Maradona+       |                                  | Tiền đạo | 30 tháng 10 năm 1960 |
| Daniel Passarella     | Tập tin:Passarella world cup.jpg | Hậu vệ   | 25 tháng 5 năm 1953  |
| Javier Saviola*       |                                  | Tiền vệ  | 11 tháng 12 năm 1981 |
| Omar Sivori +         |                                  | Tiền đạo | 2 tháng 10 năm 1935  |
| Juan Sebastián Verón* |                                  | Tiền vệ  | 9 tháng 3 năm 1975   |
| Javier Zanetti*       |                                  | Hậu vệ   | 10 tháng 8 năm 1973  |

### Ba Lan
| Cầu thủ         | Tập tin | Vị trí  | Ngày sinh          |
| --------------- | ------- | ------- | ------------------ |
| Zbigniew Boniek |         | Tiền vệ | 3 tháng 3 năm 1956 |

### Bắc Ireland
| Cầu thủ      | Tập tin | Vị trí  | Ngày sinh           |
| ------------ | ------- | ------- | ------------------- |
| George Best+ |         | Tiền vệ | 22 tháng 5 năm 1946 |

### Bỉ
| Cầu thủ             | Hình ảnh | Vị trí  | Ngày sinh           |
| ------------------- | -------- | ------- | ------------------- |
| Jan Ceulemans       |          | Tiền vệ | 28 tháng 2 năm 1957 |
| Jean-Marie Pfaff    |          | Thủ môn | 4 tháng 12 năm 1953 |
| Franky van der Elst |          | Tiền vệ | 30 tháng 4 năm 1961 |

### Bồ Đào Nha
| Cầu thủ    | Tập tin | Vị trí   | Ngày sinh           |
| ---------- | ------- | -------- | ------------------- |
| Eusébio+   |         | Tiền đạo | 25 tháng 1 năm 1942 |
| Luís Figo* |         | Tiền vệ  | 4 tháng 11 năm 1972 |
| Rui Costa* |         | Tiền vệ  | 29 tháng 3 năm 1972 |

### Brazil
| Cầu thủ         | Hình ảnh                     | Vị trí   | Ngày sinh            |
| --------------- | ---------------------------- | -------- | -------------------- |
| Cafu*           |                              | Hậu vệ   | 7 tháng 6 năm 1970   |
| Falcão          |                              | Tiền vệ  | 16 tháng 10 năm 1953 |
| Pelé+           |                              | Tiền đạo | 23 tháng 10 năm 1940 |
| Júnior          | Tập tin:Junior in azione.jpg | Tiền vệ  | 29 tháng 6 năm 1954  |
| Rivaldo*        |                              | Tiền đạo | 19 tháng 4 năm 1972  |
| Rivelino        |                              | Tiền vệ  | 1 tháng 1 năm 1946   |
| Roberto Carlos* |                              | Hậu vệ   | 10 tháng 4 năm 1973  |
| Romário*        |                              | Tiền đạo | 29 tháng 1 năm 1966  |
| Ronaldinho*     |                              | Tiền đạo | 21 tháng 3 năm 1980  |
| Ronaldo*        |                              | Tiền đạo | 18 tháng 9 năm 1976  |
| Djalma Santos+  |                              | Hậu vệ   | 27 tháng 2 năm 1929  |
| Nílton Santos+  |                              | Hậu vệ   | 16 tháng 5 năm 1927  |
| Sócrates+       |                              | Tiền vệ  | 19 tháng 2 năm 1954  |
| Zico            |                              | Tiền đạo | 3 tháng 3 năm 1953   |

### Bulgaria
| Cầu thủ          | Hình ảnh | Vị trí   | Ngày sinh          |
| ---------------- | -------- | -------- | ------------------ |
| Hristo Stoichkov |          | Tiền đạo | 8 tháng 2 năm 1966 |

### Cameroon
| Cầu thủ     | Hình ảnh | Vị trí   | Ngày sinh           |
| ----------- | -------- | -------- | ------------------- |
| Roger Milla |          | Tiền đạo | 20 tháng 5 năm 1952 |

### Chile
| Cầu thủ        | Hình ảnh | Vị trí   | Ngày sinh            |
| -------------- | -------- | -------- | -------------------- |
| Elías Figueroa |          | Hậu vệ   | 25 tháng 10 năm 1946 |
| Iván Zamorano  |          | Tiền đạo | 18 tháng 1 năm 1967  |

### Colombia
| Cầu thủ           | Hình ảnh | Vị trí  | Ngày sinh          |
| ----------------- | -------- | ------- | ------------------ |
| Carlos Valderrama |          | Tiền vệ | 2 tháng 9 năm 1961 |

### Croatia
| Cầu thủ     | Hình ảnh | Vị trí   | Ngày sinh          |
| ----------- | -------- | -------- | ------------------ |
| Davor Šuker |          | Tiền đạo | 1 tháng 1 năm 1968 |

### Đan Mạch
| Cầu thủ          | Hình ảnh | Vị trí   | Ngày sinh            |
| ---------------- | -------- | -------- | -------------------- |
| Brian Laudrup    |          | Tiền đạo | 22 tháng 2 năm 1969  |
| Michael Laudrup  |          | Tiền vệ  | 15 tháng 6 năm 1964  |
| Peter Schmeichel |          | Thủ môn  | 18 tháng 11 năm 1963 |

### Đức
| Cầu thủ               | Tập tin | Vị trí   | Ngày sinh           |
| --------------------- | ------- | -------- | ------------------- |
| Michael Ballack*      |         | Tiền vệ  | 26 tháng 9 năm 1976 |
| Franz Beckenbauer     |         | Hậu vệ   | 11 tháng 9 năm 1945 |
| Paul Breitner         |         | Tiền vệ  | 5 tháng 9 năm 1951  |
| Oliver Kahn*          |         | Thủ môn  | 15 tháng 6 năm 1969 |
| Jürgen Klinsmann      |         | Tiền đạo | 30 tháng 7 năm 1964 |
| Sepp Maier            |         | Thủ môn  | 28 tháng 2 năm 1944 |
| Lothar Matthäus       |         | Hậu vệ   | 21 tháng 3 năm 1961 |
| Gerd Müller           |         | Tiền đạo | 3 tháng 11 năm 1945 |
| Karl-Heinz Rummenigge |         | Tiền đạo | 25 tháng 9 năm 1955 |
| Uwe Seeler            |         | Tiền đạo | 5 tháng 11 năm 1936 |

### Ghana
| Cầu thủ    | Tập tin | Vị trí   | Ngày sinh           |
| ---------- | ------- | -------- | ------------------- |
| Abédi Pelé |         | Tiền đạo | 5 tháng 11 năm 1964 |

### Hà Lan
| Cầu thủ              | Tập tin | Vị trí   | Ngày sinh            |
| -------------------- | ------- | -------- | -------------------- |
| Marco van Basten     |         | Tiền đạo | 31 tháng 10 năm 1964 |
| Dennis Bergkamp*     |         | Tiền đạo | 10 tháng 5 năm 1969  |
| Johan Cruyff+        |         | Tiền đạo | 25 tháng 4 năm 1947  |
| Edgar Davids*        |         | Tiền vệ  | 13 tháng 3 năm 1973  |
| Ruud Gullit          |         | Tiền vệ  | 1 tháng 9 năm 1962   |
| René van de Kerkhof  |         | Tiền vệ  | 16 tháng 9 năm 1951  |
| Willy van de Kerkhof |         | Tiền vệ  | 16 tháng 9 năm 1951  |
| Patrick Kluivert*    |         | Tiền đạo | 1 tháng 7 năm 1976   |
| Johan Neeskens       |         | Tiền vệ  | 15 tháng 9 năm 1951  |
| Ruud van Nistelrooy* |         | Tiền đạo | 1 tháng 7 năm 1976   |
| Rob Rensenbrink      |         | Tiền đạo | 3 tháng 7 năm 1947   |
| Frank Rijkaard       |         | Tiền vệ  | 30 tháng 9 năm 1962  |
| Clarence Seedorf*    |         | Tiền vệ  | 1 tháng 4 năm 1976   |

### Hàn Quốc
| Cầu thủ        | Tập tin | Vị trí | Ngày sinh           |
| -------------- | ------- | ------ | ------------------- |
| Hong Myung-Bo* |         | Hậu vệ | 2 tháng 12 năm 1969 |

### Hoa Kỳ
| Cầu thủ        | Tập tin                    | Vị trí   | Ngày sinh           |
| -------------- | -------------------------- | -------- | ------------------- |
| Michelle Akers | Tập tin:Michelle Akers.jpg | Tiền đạo | 1 tháng 2 năm 1966  |
| Mia Hamm*      |                            | Tiền đạo | 17 tháng 3 năm 1972 |

### Hungary
| Cầu thủ        | Tập tin | Vị trí   | Ngày sinh          |
| -------------- | ------- | -------- | ------------------ |
| Ferenc Puskás+ |         | Tiền đạo | 2 tháng 4 năm 1927 |

### Ireland
| Cầu thủ    | Tập tin | Vị trí  | Ngày sinh           |
| ---------- | ------- | ------- | ------------------- |
| Roy Keane* |         | Tiền vệ | 10 tháng 8 năm 1971 |

### Liberia
| Cầu thủ     | Tập tin                                    | Vị trí   | Ngày sinh           |
| ----------- | ------------------------------------------ | -------- | ------------------- |
| George Weah | Tập tin:George Weah - Milan AC 1996-97.jpg | Tiền đạo | 1 tháng 10 năm 1966 |

### Mexico
| Cầu thủ      | Tập tin | Vị trí   | Ngày sinh           |
| ------------ | ------- | -------- | ------------------- |
| Hugo Sánchez |         | Tiền đạo | 11 tháng 7 năm 1958 |

### Nga
| Cầu thủ       | Tập tin | Vị trí  | Ngày sinh            |
| ------------- | ------- | ------- | -------------------- |
| Lev Yashin+   |         | Thủ môn | 22 tháng 10 năm 1929 |
| Rinat Dasayev |         | Thủ môn | 13 tháng 6 năm 1957  |

### Nhật Bản
| Cầu thủ           | Tập tin | Vị trí  | Ngày sinh           |
| ----------------- | ------- | ------- | ------------------- |
| Hidetoshi Nakata* |         | Tiền vệ | 22 tháng 1 năm 1977 |

### Nigeria
| Cầu thủ         | Tập tin | Vị trí  | Ngày sinh           |
| --------------- | ------- | ------- | ------------------- |
| Jay-Jay Okocha* |         | Tiền vệ | 14 tháng 8 năm 1973 |

### Paraguay
| Cầu thủ  | Tập tin                        | Vị trí   | Ngày sinh           |
| -------- | ------------------------------ | -------- | ------------------- |
| Romerito | Tập tin:Julio César Romero.jpg | Tiền đạo | 28 tháng 8 năm 1960 |

### Peru
| Cầu thủ          | Tập tin | Vị trí   | Ngày sinh          |
| ---------------- | ------- | -------- | ------------------ |
| Teófilo Cubillas |         | Tiền đạo | 8 tháng 3 năm 1949 |

### Pháp
| Cầu thủ           | Hình ảnh | Vị trí   | Ngày sinh        |
| ----------------- | -------- | -------- | ---------------- |
| Eric Cantona      |          | Tiền đạo | 24 tháng 5 1966  |
| Marcel Desailly   |          | Hậu vệ   | 7 tháng 9 1968   |
| Didier Deschamps  |          | Tiền vệ  | 15 tháng 10 1968 |
| Just Fontaine     |          | Tiền đạo | 18 tháng 8 1933  |
| Thierry Henry*    |          | Tiền đạo | 17 tháng 8 1977  |
| Raymond Kopa+     |          | Tiền vệ  | 13 tháng 10 1931 |
| Jean-Pierre Papin |          | Tiền đạo | 5 tháng 11 1963  |
| Robert Pires*     |          | Tiền vệ  | 29 tháng 10 1973 |
| Michel Platini    |          | Tiền vệ  | 21 tháng 6 1955  |
| Lilian Thuram*    |          | Hậu vệ   | 1 tháng 1 1972   |
| Marius Tresor     |          | Hậu vệ   | 15 tháng 1 1950  |
| David Trezeguet*  |          | Tiền đạo | 15 tháng 10 1977 |
| Patrick Vieira*   |          | Tiền vệ  | 23 tháng 6 1976  |
| Zinedine Zidane*  |          | Tiền vệ  | 23 tháng 6 1972  |

### Romania
| Cầu thủ       | Tập tin | Vị trí  | Ngày sinh          |
| ------------- | ------- | ------- | ------------------ |
| Gheorghe Hagi |         | Tiền vệ | 5 tháng 2 năm 1965 |

### Scotland
| Cầu thủ        | Tập tin | Vị trí   | Ngày sinh          |
| -------------- | ------- | -------- | ------------------ |
| Kenny Dalglish |         | Tiền đạo | 4 tháng 3 năm 1951 |

### Séc
| Cầu thủ         | Hình ảnh | Vị trí  | Ngày sinh           |
| --------------- | -------- | ------- | ------------------- |
| Josef Masopust+ |          | Tiền vệ | 9 tháng 2 năm 1931  |
| Pavel Nedvěd*   |          | Tiền vệ | 30 tháng 8 năm 1972 |

### Senegal
| Cầu thủ         | Tập tin | Vị trí   | Ngày sinh           |
| --------------- | ------- | -------- | ------------------- |
| El Hadji Diouf* |         | Tiền đạo | 15 tháng 1 năm 1981 |

### Tây Ban Nha
| Cầu thủ           | Tập tin | Vị trí   | Ngày sinh           |
| ----------------- | ------- | -------- | ------------------- |
| Emilio Butragueño |         | Tiền đạo | 22 tháng 7 năm 1963 |
| Luis Enrique*     |         | Tiền vệ  | 8 tháng 5 năm 1970  |
| Raúl*             |         | Tiền đạo | 27 tháng 6 năm 1977 |

### Thổ Nhĩ Kỳ
| Cầu thủ         | Tập tin | Vị trí  | Ngày sinh           |
| --------------- | ------- | ------- | ------------------- |
| Rüştü Reçber*   |         | Thủ môn | 10 tháng 5 năm 1973 |
| Emre Belözoğlu* |         | Tiền vệ | 9 tháng 7 năm 1980  |

### Ukraine
| Cầu thủ            | Tập tin | Vị trí   | Ngày sinh           |
| ------------------ | ------- | -------- | ------------------- |
| Andriy Shevchenko* |         | Tiền đạo | 29 tháng 9 năm 1976 |

### Uruguay
| Cầu thủ          | Tập tin | Vị trí   | Ngày sinh            |
| ---------------- | ------- | -------- | -------------------- |
| Enzo Francescoli |         | Tiền đạo | 11 tháng 12 năm 1961 |

### Ý
| Cầu thủ               | Tập tin                              | Vị trí   | Ngày sinh            |
| --------------------- | ------------------------------------ | -------- | -------------------- |
| Roberto Baggio*       |                                      | Tiền đạo | 18 tháng 2 năm 1967  |
| Franco Baresi         |                                      | Hậu vệ   | 8 tháng 5 năm 1960   |
| Giuseppe Bergomi      | Tập tin:Bergomi Inter.jpg            | Hậu vệ   | 22 tháng 12 năm 1963 |
| Giampiero Boniperti   |                                      | Tiền đạo | 4 tháng 7 năm 1928   |
| Gianluigi Buffon*     |                                      | Thủ môn  | 28 tháng 1 năm 1978  |
| Alessandro Del Piero* |                                      | Tiền đạo | 5 tháng 11 năm 1974  |
| Giacinto Facchetti+   |                                      | Hậu vệ   | 18 tháng 7 năm 1942  |
| Paolo Maldini*        |                                      | Hậu vệ   | 26 tháng 6 năm 1968  |
| Alessandro Nesta*     |                                      | Hậu vệ   | 19 tháng 3 năm 1976  |
| Gianni Rivera         |                                      | Tiền vệ  | 18 tháng 8 năm 1943  |
| Paolo Rossi+          |                                      | Tiền đạo | 23 tháng 9 năm 1956  |
| Francesco Totti*      |                                      | Tiền đạo | 27 tháng 9 năm 1976  |
| Christian Vieri*      | Tập tin:Christian Vieri - Torino.jpg | Tiền đạo | 12 tháng 7 năm 1973  |
| Dino Zoff             |                                      | Thủ môn  | 28 tháng 2 năm 1942  |